# Le Parnasse (Raphaël)
Pour les articles homonymes, voir Parnasse.
Le Parnasse est une fresque monumentale de Raphaël (6,70 m de large), réalisée de 1509 à 1511 et située dans la Chambre de la Signature, l'une des quatre Chambres de Raphaël du Palais du Vatican à Rome.

## Histoire
La peinture, probablement élaborée avec son ami Pietro Bembo, fait partie de la commande passée à Raphaël par le pape Jules II en 1509 afin de décorer les chambres qui sont maintenant connues comme les Chambres de Raphaël, dans le Palais apostolique du Vatican.
Après avoir terminé la voûte, La Dispute du Saint-Sacrement et L'École d'Athènes, en 1510 ou tout au plus à partir de la fin de 1509, Raphaël et ses assistants se consacrent à la décoration du mur nord de la Chambre de la Signature, dédiée à la poésie.
Le mur présente de plus grandes difficultés, car la lunette  est interrompue en son centre par la présence d'une fenêtre (ouverture de 305 cm) donnant sur le Belvédère. Raphaël conçoit une composition complexe autour de cette ouverture pour tenter de surmonter son intrusion dans la peinture et faire croire que l'embrasure de la fenêtre est derrière la fresque plutôt qu'au milieu. Toujours pour cette raison, il crée pour le registre inférieur une composition irrégulière, avec deux représentations monochromes sur le thème du mécénat de la littérature : Auguste empêche les exécuteurs testamentaires de Virgile de brûler l'Énéide (185 cm de long) et Alexandre le Grand conserve les poèmes homériques dans un précieux coffret de Darius (180 cm de long), probablement peintes par un collaborateur sur son dessin.
L'ébrasement de la fenêtre indique « JVLIVS.II.LIGVR.PONT MAX.UN.CHRIS.MDXI.PONTIFICAT.SVI.VIII., qui peut faire référence à l'année d'achèvement de la fresque ou, plus vraisemblablement, de toute la pièce.

## Travaux préparatoires

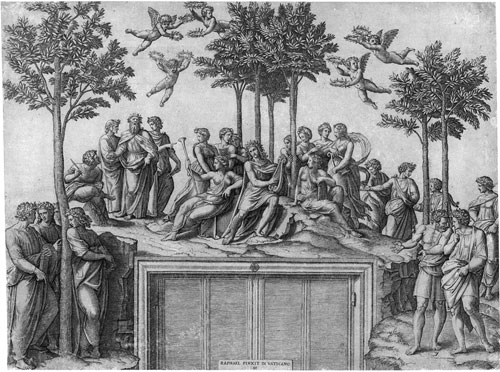
Gravure du premier projet pour la fresque de Marcantonio Raimondi.

Une gravure de Marcantonio Raimondi, citée par Vasari, décrit le projet original de Raphaël (Parnasse I), avec quelques différences, certaines substantielles. Le groupe d'Apollon et des Muses est dans une « forêt très ombragée » de lauriers, avec un groupe d'amours volants portant des couronnes de lauriers destinées à couronner les poètes qui ont encore des traits génériques (à part Dante et Homère).
Dans un dessin conservé à Oxford, de l'école de Raphaël, propose une version quasi définitive de l'œuvre, avec le mouvement ascendant et descendant des figures de la colline qui lie les groupes en chaînes rythmiques.
D'autres dessins préliminaires sont conservés dans la collection Colville à Londres (étude pour une muse), au Palais des Beaux-Arts de Lille (étude pour Apollon), dans la Royal Collection du château de Windsor (croquis pour la figure de Dante et études de trois têtes de poètes) et à l'Ashmolean Museum d'Oxford (étude pour la muse Talia).

## Description

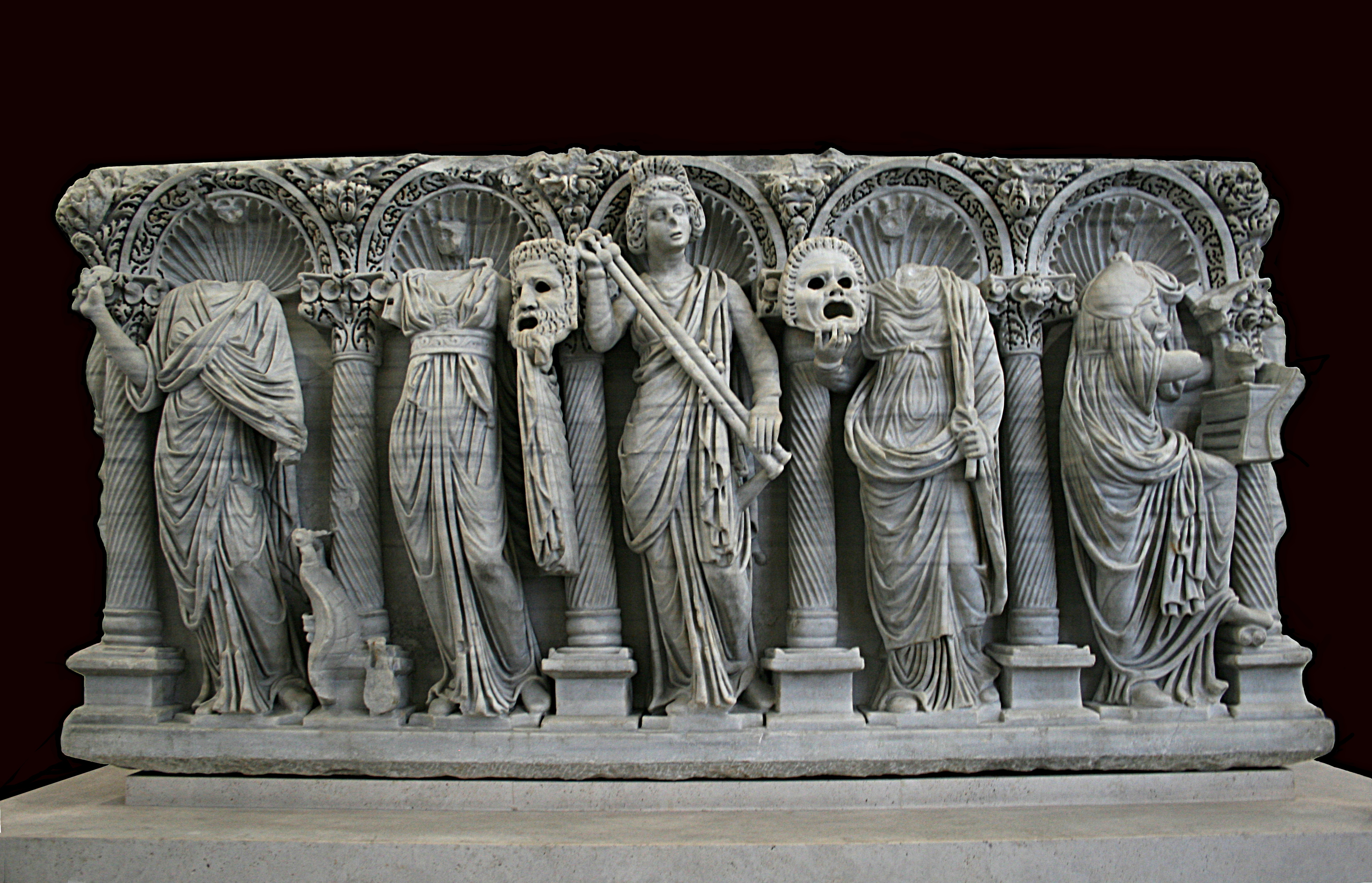
Sarcophage des Muses, Pal. Massimo alle Terme.

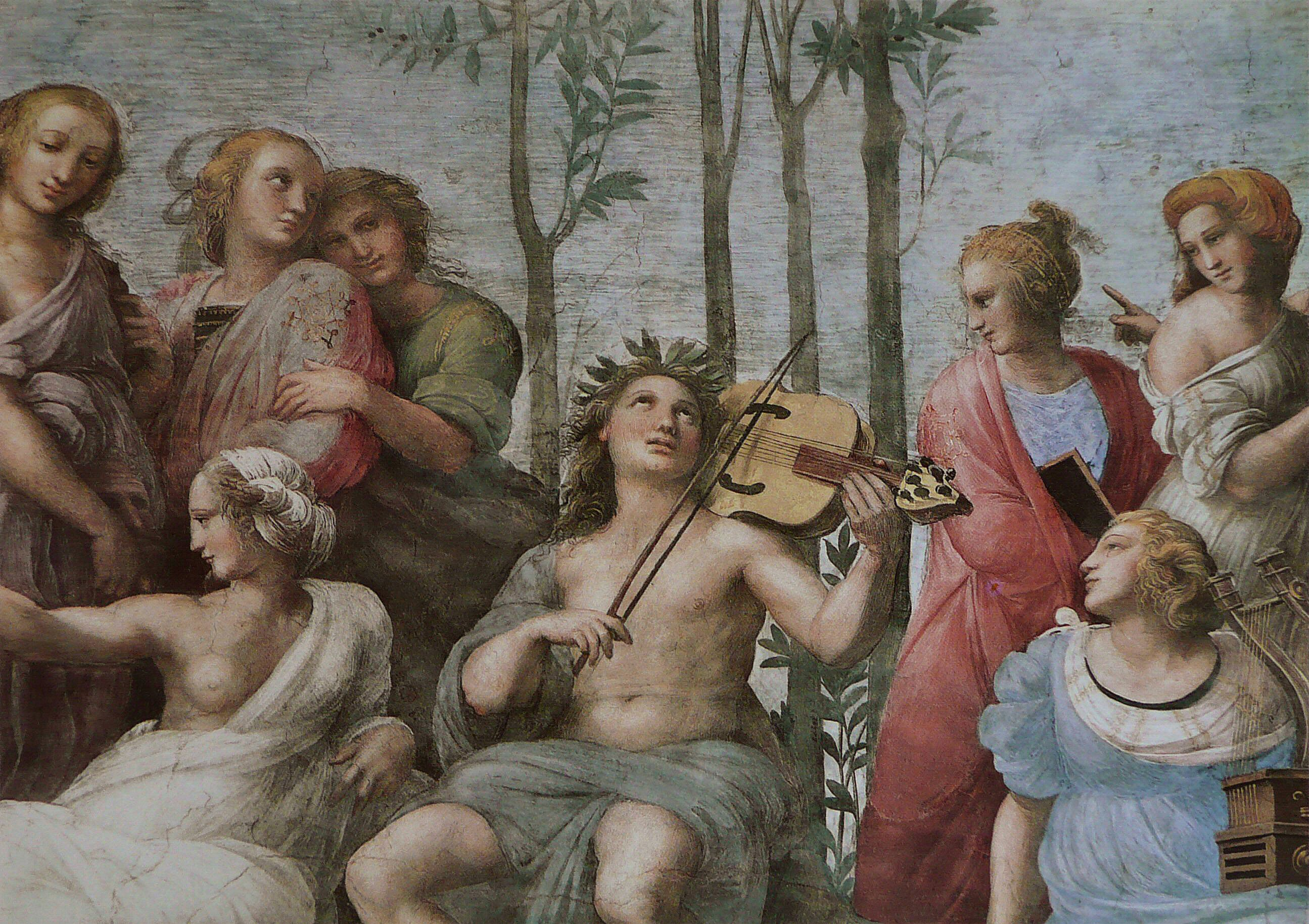
Le Parnasse (détail Apollon).

Dans la fresque, Apollon et les Muses sont entourés de poètes de l'Antiquité et de l'époque contemporaine. Raphaël y représente les activités les plus nobles de l'homme : La Philosophie, la Théologie, la Musique.
La scène se situe sur le Mont Parnasse qui, selon la mythologie grecque, constitue le lieu d'habitation du Dieu Apollon et des Muses, et est la « maison de la poésie ». Au sommet de la colline, près de la source de Castalia, Apollon, couronné de laurier et au centre de la composition, joue de la lira da braccio entouré de Muses. À ses côtés, Calliope et Érato président le chœur des autres Muses :
- à gauche, on trouve :
  - quatre muses : Melpomène, Terpsichore, Polymnie et Calliope.
  - quatre poètes épiques : Dante, Homère, Virgile  et Ange Politien (ou un autoportrait de Raphaël).
  - cinq poètes lyriques : Alcée, Corinne, Sappho, Anacréon et Pétrarque, avec un cartouche précisant leur nom.
- à droite :
  - cinq muses : Euterpe, Thalie, Clio, Uranie, Érato.
  - les poètes : Horace, en bas, en conversation avec Jacopo Sannazaro, et au-dessus d'eux Ovide ; ces attributions n'étant pas documentées et étant contestées.

Dans les dessins préliminaires, les muses conservent des instruments de musique vaguement inspirés de l'Antiquité qui dans la réalisation finale, sont remplacés par des objets plus précis : Calliope, Érato et Sappho conservent des instruments soigneusement copiés du sarcophage des Muses, maintenant au Musée national romain, tandis que l'instrument d'Apollon est moderne, avec neuf cordes au lieu des sept habituelles (une référence au nombre de muses ?), et fait probablement référence à l'un des passe-temps de Jules II. On pense que Raphaël a pris le musicien de la Renaissance Giacomo da San Secondo comme modèle pour Apollon,.
Tout autour, dix-huit poètes, tous couronnés de lauriers, sont répartis en plusieurs groupes, certains d'identification sans équivoque, d'autres plus douteuse, tous disposés comme devant un public, liés les uns aux autres par des gestes et des regards, pour former une sorte de croissant continu qui se projette vers le spectateur comme pour l'envelopper. Ils suivent Ange Politien, qui écoute la chanson d'Homère (aveugle), suivi plus loin par Dante, qui regarde vers Virgile, qui à son tour se tourne vers Stace près de lui. Sur la droite se trouvent Tebaldeo (ou Baldassare Castiglione ou, selon une hypothèse de Charles de Tolnay, Michel-Ange), Boccace, Tibulle, Ariosto (Tebaldeo), Properce, Ovide et Jacopo Sannazaro.
D'autres interprétations suggèrent les noms d'Ange Politien, Alcée, Vittoria Colonna et Pietro Bembo (avec le visage tourné vers Pétrarque, son modèle suprême), ainsi que celui de deux hypothétiques « poètes du futur qui jugent le passé », en bas à droite.
André Chastel doute de nombreuses attributions de noms et selon lui, pour parvenir à des résultats satisfaisants, il faudrait trouver les correspondances exactes entre les neuf muses, neuf poètes anciens et neuf modernes, ainsi que des regroupements par genres poétiques. Il est également fort probable que les poètes anciens, comme cela avait été fait pour L'École d'Athènes, se sont vus donner des visages d'humanistes et de personnages contemporains.
Les neuf Muses correspondent aux sphères dont se compose l'univers, organisme gigantesque en perpétuelle vibration. Apollon Musagete (guide des Muses) est le principal organisateur du cosmos : il impose une séquence rationnelle à l'existant à travers le son magique de la lyre. Dans la fresque, l'instrument prend l'apparence d'une lira a braccio, répandue à l'époque de la Renaissance. Érato, (poésie érotique), Euterpe (poésie lyrique), Polymnia (pantomime) désignent les sphères de Mars, Jupiter et Saturne. Uranie, protectrice de l'Astronomie, représente la sphère des étoiles fixes. Calliope (épopée), Terpsichore (danse) et Melpomène (tragédie) sont les personnifications mythologiques de Mercure, de Vénus et du Soleil. Talia (comédie) et Clio (histoire) sont associées à la Terre et à la Lune.

## Style et analyse

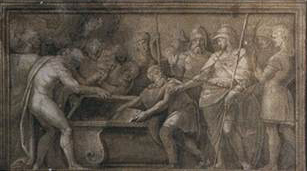
Alexandre le Grand fait placer les poèmes homériques dans un précieux coffret de Darius.

L'effet de la fresque a souvent été jugé plus éloquent que poétique, avec les attitudes déclamatoires évidentes des poètes. Raphaël a voulu représenter à travers eux les différents genres poétiques (tragique, lyrique, épique). Les figures ont un relief sculptural accentué, justifié par la position rétroéclairée de la fresque et la nécessité donc d'équilibrer le véritable effet lumineux.
Les groupes s'articulent dynamiquement par enchaînement de gestes et d'expressions, et en respectant une certaine hiérarchie symbolique qui ne rigidifie jamais la représentation, qui apparaît toujours lâche et naturelle.
La fresque se déploie autour de la fenêtre selon un mouvement circulaire qui, partant de la figure de Sapho, en bas à gauche, conduit le spectateur jusqu'au sommet du Parnasse, où dans un bosquet de lauriers, Apollon joue de la lyre. Horace, à la silhouette imposante, clôt à droite l'hémicycle poétique. Cette fresque est structurée par d'importantes correspondances numérologiques : neuf poètes de l'Antiquité et neuf poètes modernes, neuf Muses et neuf cordes sur la lyre d'Apollon, qui n'est donc plus l'instrument classique à sept cordes, de l'iconographie traditionnelle.

## Monochromes

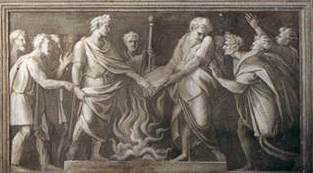
Auguste empêche les exécuteurs testamentaires de Virgile de brûler l'Énéide.

L'autographie des deux compositions monochromes du registre inférieur de la fresque est contestée. Giovanni Battista Cavalcaselle reconnait le style de Raphaël, mais pour l'exécution il évoque Perin del Vaga ; cette opinion est généralement acceptée, à l'exclusion de Fischer qui les pense de la main de Raphaël.
Les deux fresques, auxquelles Suida fait référence en 1514, montrent deux scènes liées au patronage des lettres par de grands souverains. La première représente Alexandre le Grand en train de placer les poèmes homériques dans un précieux coffret obtenu comme butin lors des victoires sur Darius III, comme un objet remarquable digne de les conserver, selon un récit rapporté par Plutarque et Pline l'Ancien, ; dans la seconde, l'empereur Auguste interdit la mise en œuvre des dispositions des exécuteurs testamentaires de Virgile qui veulent détruire l'Énéide, considérée comme incomplète, tel que cela a été rapporté par les biographies anciennes du poète.

## Galerie

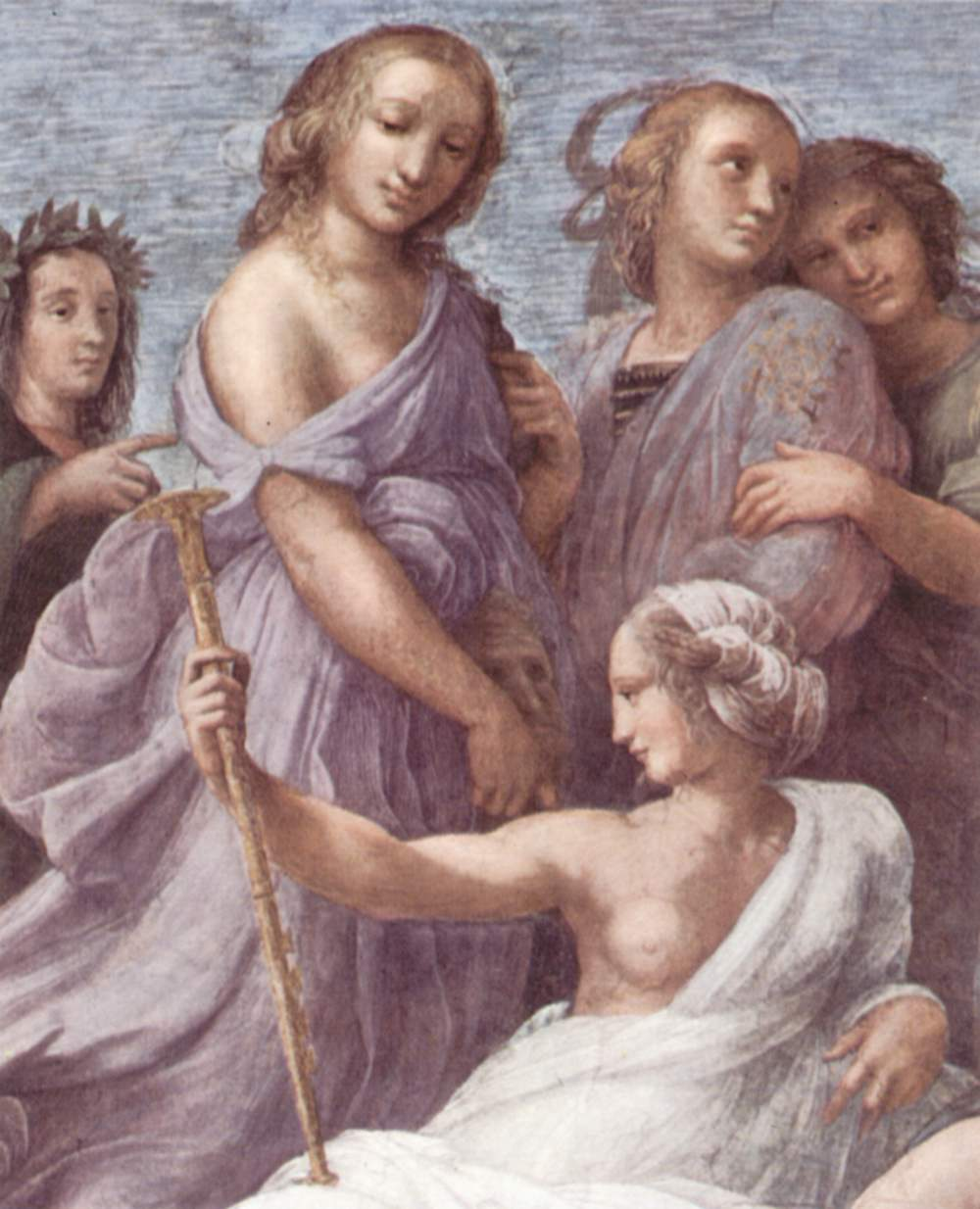
Stace, Thalie, Clio, Euterpe et Calliope.
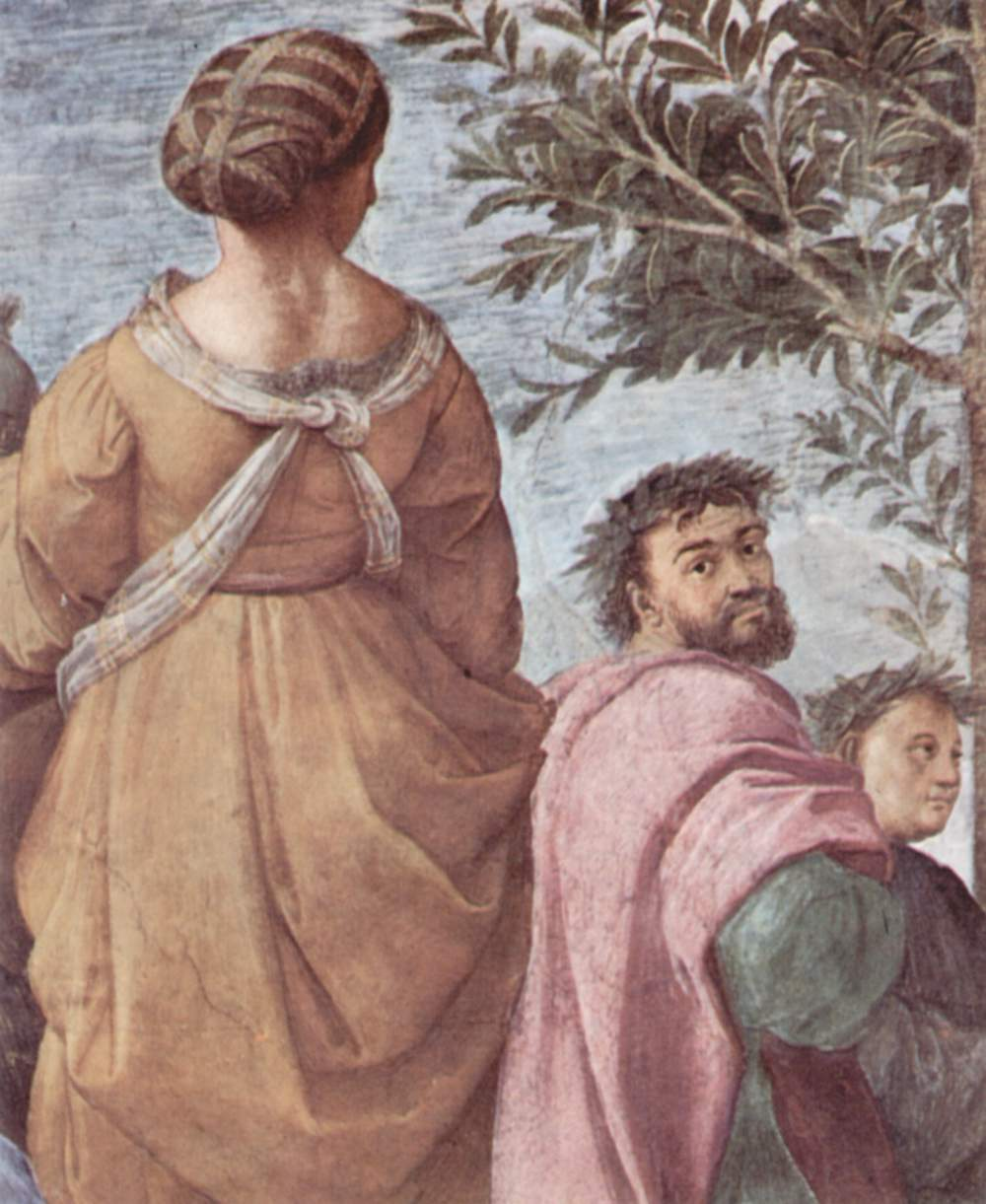
Érato, Ludovico Ariosto et Boccace.
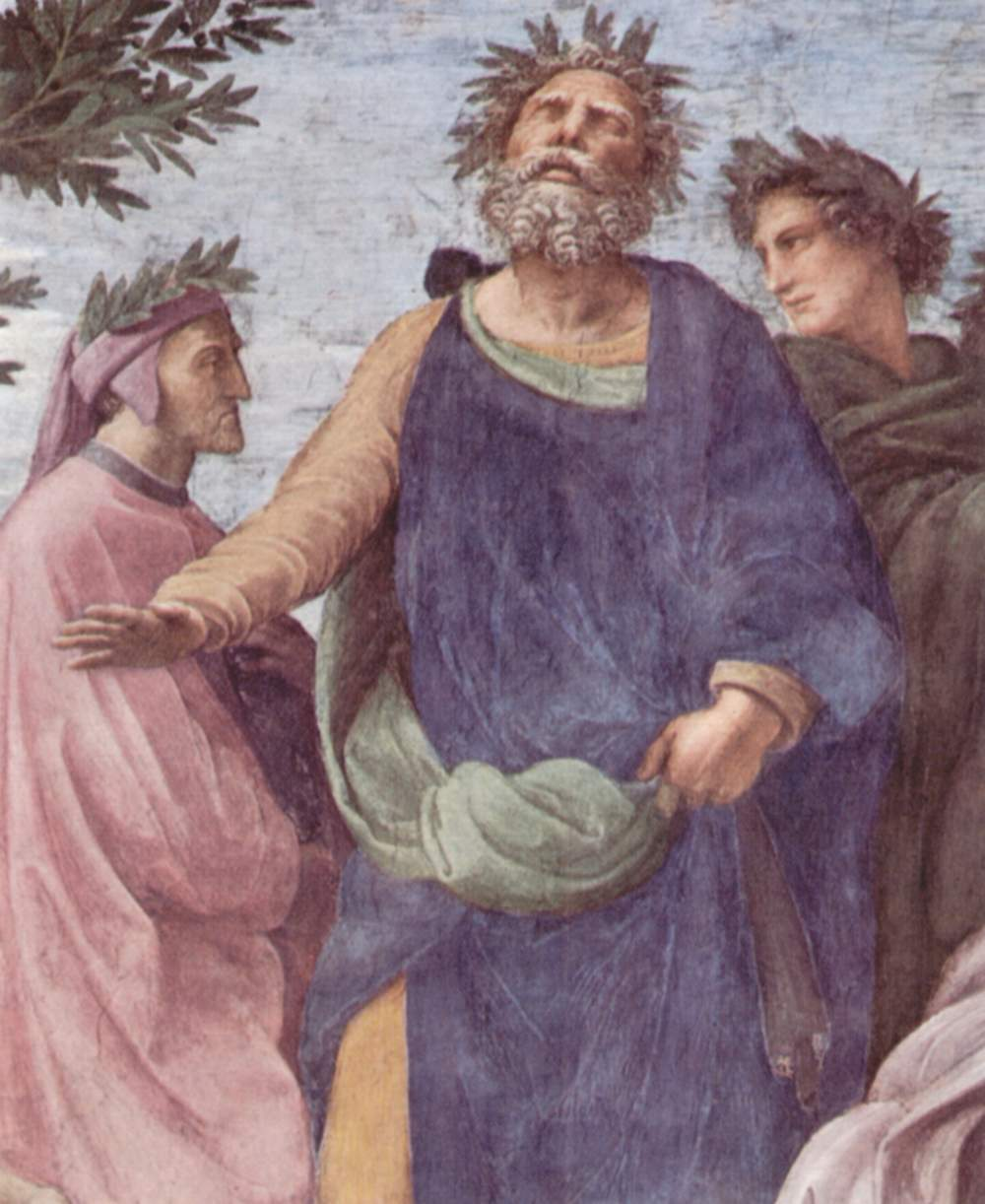
Dante, Homère et  Virgile.
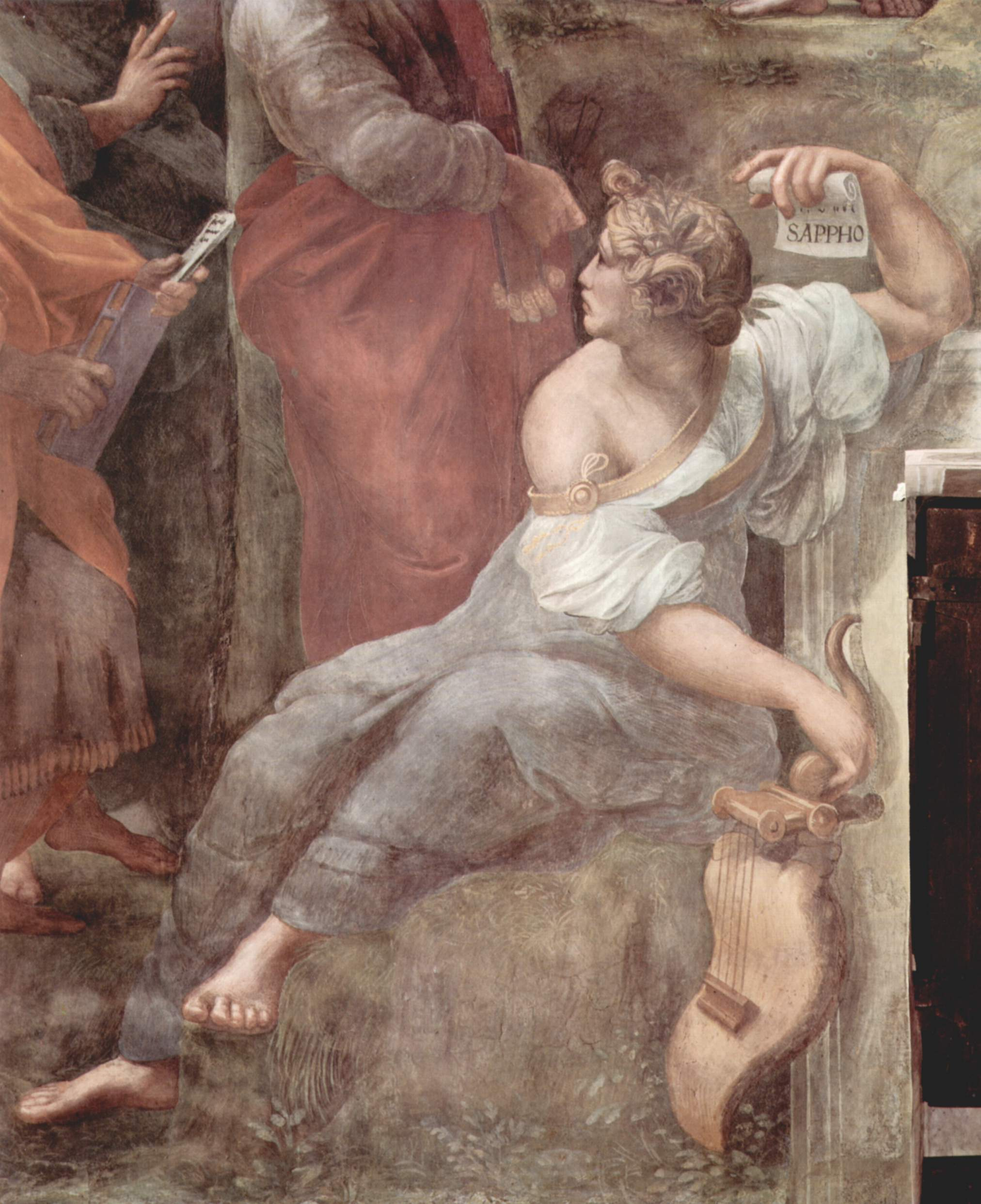
Sappho.
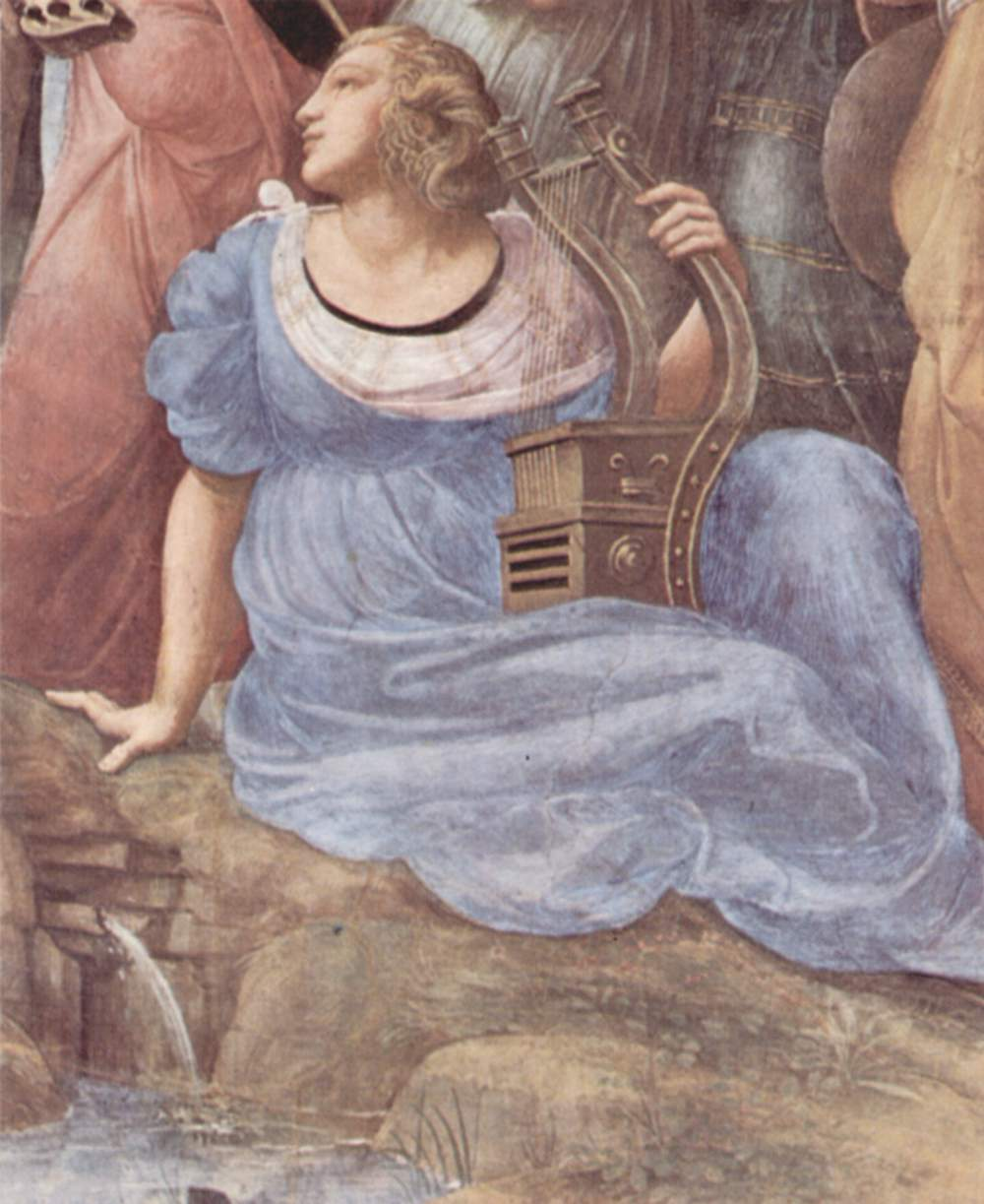
Terpsichore.
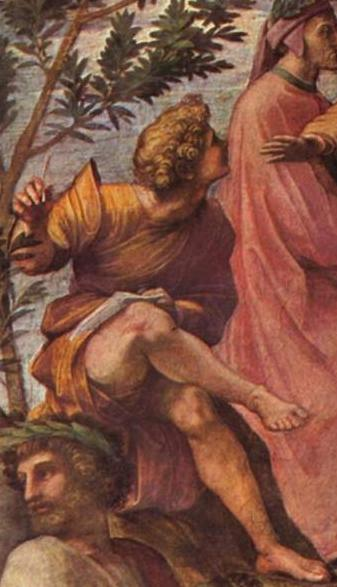
Ennius.